# BTX
BTX (англ. Balanced Technology Extended) — форм-фактор системних плат, запропонований компанією Intel в 2004 році. Передбачалося, що BTX прийде на зміну форм-фактору ATX.

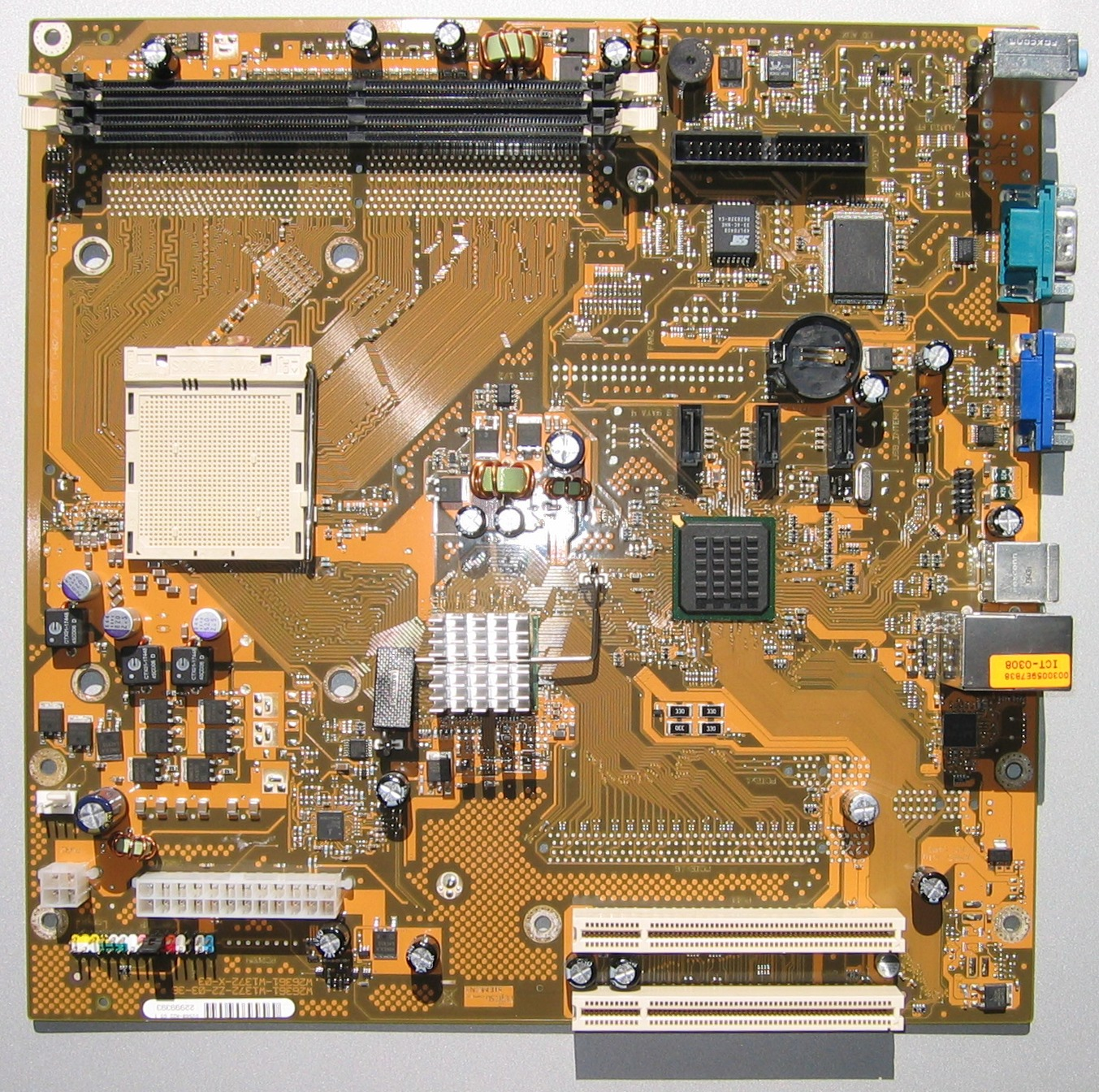
Материнська плата стандарту BTX

Формфактор BTX спочатку був представлений компанією Intel у вересні 2003 року. Оновлені редакції 1.0a і 1.0b представлені в лютому 2004 року і липні 2005 року відповідно. Формфактор BTX був розроблений для повної заміни формфактору ATX, задовольняючи зрослі вимоги до енергоспоживання і охолодження; він також забезпечив більшу гнучкість при проектуванні систем. Однак у зв'язку з тим, що енергоспоживання компонентів пішло на спад, зокрема після появи високоефективних двоядерних процесорів, необхідність у формфакторі BTX стала далеко не такою очевидною. Звичайно, коли-небудь формфактор BTX може витіснити формфактор ATX, однак цей момент ще не настав. З 2005 року цей формфактор став популярним у фірмових збірках компаній Dell , Gateway та ін.

## Основні переваги

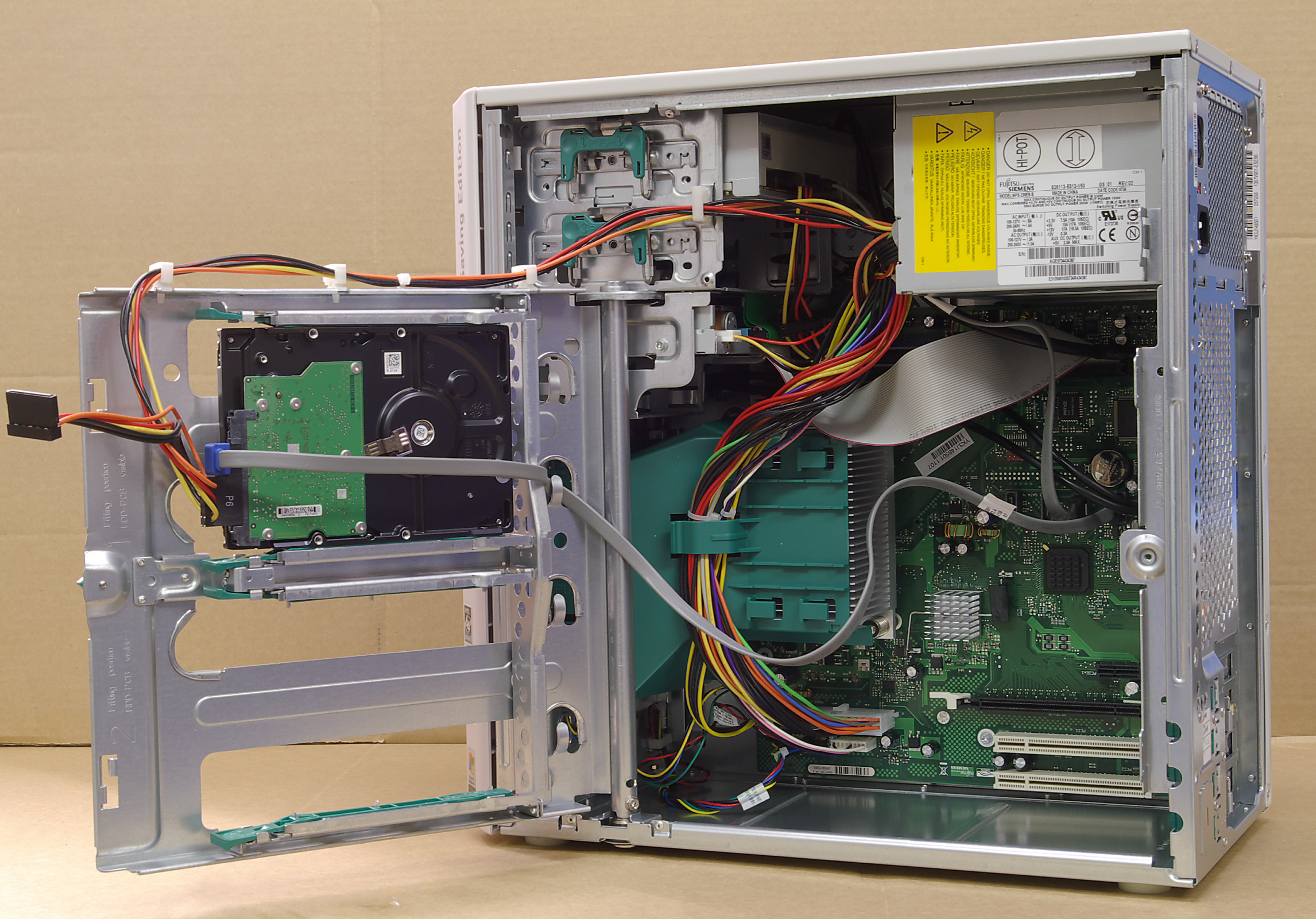
Корпус з платою BTX

- Оптимізоване розміщення компонентів, що спрощує передачу сигналів. Всі сигнали передаються в напрямку від переднього до заднього краю плати, що значно прискорює обмін даними між компонентами і роз'ємами портів введення-виведення.
- Покращене проходження повітряних потоків. Завдяки цьому забезпечується більш ефективне охолодження при використанні меншої кількості вентиляторів, що знижує рівень акустичного шуму.
- Кріпильний модуль SRM (Support and Retention Module). Забезпечує механічну підтримку важких радіаторів. Він також запобігає викривлення системної плати або пошкодження компонентів при перенесенні або перевезенні систем.
- Масштабованість розмірів плат. Завдяки цьому у розробників з'являється можливість використовувати одні й ті ж компоненти в системах різних розмірів і конфігурацій.
- Низькопрофільні рішення. Специфікація допускає створення низькопрофільних систем.
- Універсальний стандарт блоків живлення. Роз'єми сумісні з останніми версіями блоків живлення ATX; в малоформатних і низькопрофільних системах використовуються спеціальні блоки живлення, тоді як в системах типу tower допускається використання стандартних блоків живлення ATX12V.

Повнорозмірна системна плата BTX на 17% більше плати ATX, що дозволяє розмістити на ній більше число компонентів. Роз'єми портів введення-виведення, роз'єми і розташування монтажних отворів відрізняються від таких у ATX, що призвело до необхідності розробки нової конструкції корпусів. Однак роз'єми живлення не зазнали змін порівняно з останніми специфікаціями ATX12V ; при цьому допускається використання блоків живлення ATX, TFX, SFX, CFX і LFX. Блоки живлення двох останніх типів були розроблені спеціально для компактних і низькопрофільних систем BTX.